# Иванов, Николай Иванович (партийный деятель)
Никола́й Ива́нович Ивано́в (1896 — 1956) — советский партийный деятель. Входил в состав «тройки» НКВД СССР.

## Биография
Из крестьян Московской губернии. По национальности карел.. Окончил церковно-приходскую школу. В 1917 году вступил в РСДРП(б). Был комиссаром продовольственного отряда.
После окончания Коммунистического университета имени И. В. Сталина, в 1926—1932 годах на партийной работе в Киргизии, Таджикистане, Рязанской области.
В 1932—1937 годах работал в Ленинградском городском комитете ВКП(б).
В сентябре 1937 — июне 1938 года (после ареста М. Н. Никольского) — и. о. первого секретаря Карельского обкома ВКП(б). Этот период отмечен вхождением в состав особой тройки, созданной по приказу НКВД СССР от 30.07.1937 № 00447 и активным участием в сталинских репрессиях.
Избирался депутатом Верховного Совета СССР I созыва по Петрозаводскому округу.
Отозван в Москву в распоряжение ЦК ВКП(б) в июне 1938 года.

## Завершающий этап
В начале 1939 года арестован по обвинению в подлоге (утверждалось, что он в приговоре «тройки» заменил 10 лет ИТЛ на ВМН). В протоколе одного из допросов (март 1939) указал последнее место работы: село Аксубаево Татарской АССР, свиносовхоз «Большевик».